# کارن جونز
کارن جونز (انگلیسی: Karen Spärck Jones؛ ۲۶ اوت ۱۹۳۵ – ۴ آوریل ۲۰۰۷) یک دانشمند رایانه پیشرو بریتانیایی که مسئول فراوانی وزنی تی‌اف-آی‌دی‌اف (IDF) بود، فناوری که زیربنای اکثر موتورهای جستجوی مدرن است. در سال ۲۰۱۹، نیویورک تایمز آگهی درگذشت او را در مجموعه‌های «نفس‌گرفته» منتشر کرد و او را «پیشگام علوم رایانه برای کارهایی که آمار و زبان‌شناسی را ترکیب می‌کند، و مدافع زنان در این زمینه» نامید. از سال ۲۰۰۸، برای به‌رسمیت شناختن دستاوردهای او در زمینه‌های بازیابی اطلاعات (IR) و پردازش زبان طبیعی (NLP)، جایزه کارن اسپارک جونز به محققان برجسته در یک یا هر دوی زمینه اعطا می‌شود. 

## سنین جوانی و تحصیلات
کارن آیدا بوالت اسپارک جونز در هادرزفیلد، یورک‌شر، انگلستان به دنیا آمد. اسپارک جونز در یک مدرسه گرامر در هادرزفیلد و سپس از سال ۱۹۵۳ تا ۱۹۵۶ در کالج گیرتون (کمبریج) در رشته تاریخ تحصیل کرد و یک سال آخر در علوم اخلاقی (فلسفه) تحصیلاتش را ادامه داد. اسپارک جونز زمانی که در کمبریج بود، به سازمانی به نام واحد تحقیقات زبان کمبریج (CLRU) پیوست و با مارگارت مسترمن، رئیس CLRU ملاقات کرد، که او را ترغیب کرد که وارد علوم رایانه شود. اسپارک جونز پی‌اچ‌دی خود را در CLRU گرفت. پایان‌نامه او بعدها به‌صورت کتاب درآمد. کارن قبل از اینکه وارد علوم رایانه شود، برای مدت کوتاهی معلم مدرسه شد. اسپارک جونز در سال ۱۹۵۸ با دانشمند رایانه دانشگاه کمبریج راجر نیدهام ازدواج کرد.

## حرفه
اسپارک جونز از اواخر دهه ۱۹۵۰ در واحد تحقیقات زبان کمبریج، سپس از سال ۱۹۷۴ تا زمان بازنشستگی خود در سال ۲۰۰۲ در آزمایشگاه رایانه دانشگاه کمبریج کار کرد.